# Santo Stefano di Camastra
Santo Stefano di Camastra ist eine italienische Stadt der Metropolitanstadt Messina in der Autonomen Region Sizilien mit 4349 Einwohnern (Stand 31. Dezember 2023).
Santo Stefano di Camastra liegt 112 km westlich von Messina. Die Einwohner arbeiten hauptsächlich in der Landwirtschaft, im Keramikhandwerk und in der Fischereiindustrie.
Die Nachbargemeinden sind: Caronia, Mistretta und Reitano.
Das Gründungsjahr von Santo Stefano di Camastra war 1683.

## Sehenswürdigkeiten
- Kirche del Calvario erbaut 1750
- Keramikmuseum
- Pfarrkirche an der Piazza Duomo, erbaut zwischen 1685 und 1752

## Persönlichkeiten
- Giuseppe Antoci (* 1968), Politiker